# Enric Arredondo i Gil de Bernabé
Enric Arredondo i Gil de Bernabé (Barcelona, 5 d'abril de 1940 - 16 de desembre de 2006) va ser un actor català de teatre, cinema i televisió. Va estudiar a l'Institut del Teatre.
En doblatge, va començar a la dècada del 1980 després de formar part del programa Estudio 1 de Televisió Espanyola i d'interpretar nombroses obres de teatre. Va posar veu al personatge Baldrick de L'escurçó negre, i a Bonasera d'El Padrí. Va ser un dels narradors de final d'episodi de la versió en català de la sèrie Batman.
Premi Nacional de Cinema de la Generalitat de Catalunya, l'any 1993.

## Trajectòria professional

### Teatre
- 1957. Camí d'estrellas de Josep Castillo Escalona. Estrenada a l'Orfeó Gracienc.
- 1958. Carlos V, Emperador, original de Manuel Macías Genes. Al teatre Romea, de Barcelona.
- 1959. Un pobre diable, original de Xavier Regàs. Estrenada al teatre Alexis.
- 1962, març. Joc de taula, original d'Enric Ortenbach. Estrenada al Teatre Candilejas de Barcelona.
- 1962, 27 juliol. Voces de gesta, original de Ramón María del Valle-Inclán. Estrenada al teatre Grec de Barcelona.
- 1963, gener. L'àngel de la guarda de Frederic Soler (Serafí Pitarra). Al teatre Romea.
- 1963, novembre. Quan no sigui amb tu de Ventura Porta i Rosés. Estrenada al Teatre Romea, de Barcelona.
- 1964. La dida de Frederic Soler (Serafí Pitarra). Al teatre Romea.
- 1965, juny. Pariente lejano sin sombrero, original de Mercedes Ballesteros. Estrenada al Teatre Windsor, de Barcelona.
- 1965, octubre. Solo para hombres de Sacha Guitry. Estrenada al Teatre Romea de Barcelona.
- 1968, 22 agost. Los huevos del avestruz d'André Roussin. Estrenada al Teatro Municipal de Cadis.
- 1969. Aquell atractiu que es diu el knack o qui no té grapa no endrapa. Estrenada al Teatre Windsor de Barcelona. Direcció de Ventura Pons.
- 1971, gener. Noies perdudes en el paradís, original d'Antoni Ribas. Estrenada asl Teatre CAPSA, de Barcelona.
- 1975. El criat de dos amos, de Carlo Goldoni. Al Teatre Espanyol de Barcelona.

### Cinema
- 1991/3. La febre d'or. Director: Gonzalo Herralde
- 1994. Sombras paralelas. Director: Gerardo Gormezano
- 1996. Assumpte intern. Director: Carles Balagué
- 1996. El pasajero clandestino. Director: Agustí Villaronga, en el paper de comandante.
- 1999. No respires: El amor está en el aire. Director: Joan Potau

### Televisió
- 1994. Arnau (TV3).
- 1994. Poblenou (TV3). Creada per Josep Maria Benet i Jornet.[2]
- 2002. Mirall Trencat (TV3). Adaptació televisiva de la novel·la de Mercè Rodoreda, dirigida per Orestes Lara.[2]
- 2002. El comisario (sèrie)  (Tele5) episodi "El favor".